# Das Leben ist Saad
Das Leben ist Saad è il primo album da solista del rapper tedesco Baba Saad, pubblicato nel 2006 dall'etichetta discografica Ersguterjunge.

## Tracce
1. Intro
2. Grün - Weiß
3. Glaub an dich (feat. Chakuza)
4. Womit hab ich das verdient ?
5. Gefangen (feat. Azad)
6. S doppel A
7. Was mir fehlt
8. Die letzten werden die ersten sein (feat. Eko Fresh)
9. Komm endlich zurück (feat. Bahar)
10. Prost auf dich (feat. Bushido)
11. !! Wieso !! (feat. Bizzy Montana)
12. Das Leben ist Saad
13. Ich halt die stellung
14. Verschwunden (feat. D-Bo)
15. Unterschätzt
16. Carlo Cokxxx Nutten Flavor (feat. Bushido)
17. Um uns herum (feat. JokA)
18. Outro